# 中小企業退職金共済法
中小企業退職共済法（ちゅうしょうきぎょうたいしょくきょうさいほう、昭和34年5月9日法律第160号）は、中小企業の従業員について、中小企業者の相互扶助の精神に基き、その拠出による退職金共済制度を確立し、もってこれらの従業員の福祉の増進と中小企業の振興に寄与することに関する法律である。

## 構成
- 第一章　総則（第1条・第2条）
- 第二章　退職金共済契約
  - 第一節　退職金共済契約の締結等（第3条―第9条）
  - 第二節　退職金等の支給（第10条―第21条）
  - 第三節　掛金（第22条―第26条）
  - 第四節　過去勤務期間の通算に関する特例（第27条―第29条）
  - 第五節　他の退職金共済制度に係る退職金相当額の受入れ等（第30条・第31条）
  - 第六節　雑則（第32条―第34条）
- 第三章　共済契約者及び被共済者（第35条―第38条）
- 第四章　特定業種退職金共済契約
  - 第一節　通則（第39条・第40条）
  - 第二節　特定業種退職金共済契約の締結等（第41条―第51条）
  - 第三節　特定業種の指定等に伴う経過措置（第52条・第53条）
- 第五章　退職金共済契約と特定業種退職金共済契約との関係（第54条・第55条）
- 第六章　独立行政法人勤労者退職金共済機構
  - 第一節　総則（第56条―第59条）
  - 第二節　役員及び職員（第60条―第66条）
  - 第三節　運営委員会（第67条―第69条）
  - 第四節　業務等（第70条―第78条）
  - 第五節　雑則（第79条―第82条）
- 第七章　国の補助（第83条）
- 第八章　雑則（第84条―第87条）
- 第九章　罰則（第88条―第91条）
- 附則